# Lyreco
Lyreco est un distributeur de fournitures de bureau français, fondée en 1926 à Valenciennes.

## Historique
En 1926 à Valenciennes, Georges-Gaston Gaspard fonde la papeterie Gaspard qui deviendra Lyreco.
Un projet de rachat par Corporate Express a eu lieu en 2008 mais n'a pas abouti. Le chiffre d'affaires de Lyreco pour l'année 2008 est de 2,2 milliards d'euros.
En 2009, Lyreco emploie environ 10 000 personnes dans le monde dont 2 200 en France.
En baisse sur les produits de bureau classiques, Lyreco investit 10 millions d'euros en 2015 pour diversifier ses activités et augmente le nombre de ses références,.
En décembre 2018, Lyreco continue sa diversification en acquérant deux entreprises auprès du Néerlandais Broadview Holding : Intersafe, aux Pays-Bas, et Elacin. Les deux sont spécialistes dans les équipements de protection individuelle (EPI), des lunettes de protection aux détecteurs de gaz en passant par des bouchons d'oreilles sur mesure,.
En 2014, Lyreco est présent dans 44 pays, leader du marché en France et en Espagne.  Son chiffre d'affaires consolidé est de 2 milliards d'euros pour 2014.